# Alfonsina Storni
Alfonsina Storni (šp. Alfonsina Storni; Švajcarska, 29. maj 1892 — Argentina, 25. oktobar 1938) bila je jedna od najistaknutijih pesnikinja i dramaturškinja hispanoameričkog postmodernizma. Storni je bila među prvim ženama koje su postigle uspeh u oblastima književnosti i pozorišta u kojima dominiraju muškarci u Argentini. Njen opus je predstavljao sponu između modernizma i avangarde.
Književnu karijeru je započela 1916. godine sa delom La inquietud del rosal. Period od 1916. do 1920. izrodio je najznačajnija dela : El dulce daño (1918); Irremediablemente (1919). Alfonsina je prva pesnikinja koja je dobila Prvu opštinsku nagradu za poeziju, 1920. godine za delo Languidez(1920), kao i Drugu nacionalnu nagradu za književnost (el Segundo Premio Nacional de Literatura). Delo Ocre (1925) je označilo napuštanje modernističkih ideja i prelazak na realistički sadržaj. Njen opus je obuhvatao, pored poezije, i dramu El amo del mundo: comedia en tres actos, kao i niz novinskih članaka. 
Alfonsina Storni je svoj turoban život završila samoubistvom, utopivši se kraj plaže „La Perla”, u Mar del Plati, 25. oktobra 1938. godine. Ovakva smrt joj je omogućila da pobegne od raka i usamljenosti, koja ju je poslednjih godina zahvatila, što se osetilo u njenim delima.      

## Biografija

### Mladost
Storni je 1896. godine, sa samo četiri godine, emigrirala sa porodicom u Argentinu i prvobitno živela u provinciji San Huan, a potom u Rosariju. Alfonsina je odrasla u ekonomski teškim uslovima i zbog toga je, sa oko jedanaest godina, morala da napusti studije i pomogne svojoj majci koja je radila kao krojačica, kako bi nadoknadila nedostatak sredstava prouzrokovan, u velikoj meri, poslom i emocionalnom nestabilnošću njenog oca Alfonsa Stornija. Nakon smrti oca, koji se borio sa alkoholizmom, 1907. godine Alfonsina je otišla da radi kao šegrt u fabrici kapa. Kasnije je počela da radi u pozorištu i postala deo družine španskog glumca Hosea Taljavija. Sa njima je uspela da obiđe veliki deo Argentine. Tako je od malih nogu bila svesna da mora vredno da radi da bi zaradila. Međutim, želja za učenjem je nije napustila i 1909. godine upisala se u Mešovitu školu seoskih učitelja u Korondi, gde je takođe obavljala dužnost portira. Sledeće godine stekla je zvanje seoske učiteljice i počela je pripravnički staž u gradu Rosario.
U to vreme počela je da objavljuje svoje prve pesme u lokalnim časopisima, ali vrlo brzo, sa skoro dvadeset godina, napustila je Rosario i otišla vozom za Buenos Ajres zbog trudnoće. Zatrudnevši od strane oženjenog čoveka, dvadeset četiri godine starijeg od nje, Alfonsina odlučuje da počne iznova u glavnom gradu Argentine. Godine 1912. dobija sina Alehandra Alfonsa. Od tog trenutka do smrti, ona će se suočiti sa životom kao samohrana majka, ignorišući moralne predrasude tadašnjeg društva. 

### Život kao samohrana majka
Tokom svojih prvih godina u Buenos Ajresu morala je da balansira između tradicionalnih očekivanja zajednice, vaspitanja svog sina i njegovog zanimanja za književni svet; radila je prvo kao prodavačica u apoteci i prodavnici, a potom i u firmi za uvoz maslinovog ulja. Godine 1916. izdata je njena prva knjiga, La inquietud del rosal; Isto tako, imala je svoje prve književne saradnje za časopise Fray Mocho, Caras y Caretas, El Hogar, Mundo Argentino, što joj je pomoglo da preživi, kao i da se intelektualno uzdigne. Uspostavila je i značajna prijateljstva sa Manuelom Ugartom i Hoseom Inhenierosom.

### Novinarstvo
Alfonsina je svoje feminističke stavove iznosila u rubrikama časopisa La Nota i potom novinama La Nacion. Njeni stavovi su se često fokusirali na mesto koje žene imaju u društvu i ono koje zapravo zaslužuju. Pored toga, isticala je i stavove površnih žena, često onih kojima je život ispunjen samo suprotnim polom. Bila je vokalna i po pitanju prava glasa za žene, koje je u Argentini stupilo na snagu 1946. godine. U svom radu često je isticala negodovanje protiv tradicionalnih normi koje ne dozvoljavaju ženama da se ostvare na bilo kom drugom planu do onog koji se tiče majčinstva. Zalagala se za bunt i korenite promene na polju ženske emancipacije i patrijarhata i želela da dokaže da su žene mnogo više od onoga što im patrijarhat pripisuje. Alfonsinine teme i razmišljanja su bile daleko ispred njenog vremena. Stoga su žene tog vremena bile podeljene oko njenog slobodnog i nepristrasnog stava; jedni su joj se divili, a drugi su je smatrali opasnom za društvo. Njeni članci na ironičan i duhovit način predstavljali su njena feministička uverenja. Alfosina je potvdila da čak i one žene koje opravdavaju svoje odbacivanje feminizma već jesu feministkinje.
U svojim dvadesetim godinama života je doživela iscrpljenost usled prezaposlenosti. Ipak je krajem 1920-ih uspela da se izbori za svoje mesto u relativno muško-dominantnom svetu. Sklopila je poznanstvo sa Orasiom Kirogom, Benitom Kinkelom, kao i sa Federikom Garsijom Lorkom. Kretala se u intelektualnim krugovima, specifično u krugu „Anakonda”, čiji je član bio urugvajski učitelj sa kojim je spekulisana „afera”, koju je Alfonsina poricala.

### Smrt
Alfonsina je 1935. godine je saznala da ima rak dojke. Ovo je bila fatalna vest za nju i nakon operacije, izgubila je desnu dojku. Kako je bolest uznapredovala, tako je ona tonula u depresiju. Delo Mascarilla y trébol je pisala kada joj je um u potpunosti bio preplavljen mislima o smrti, zato ovo delo deluje kao neki vid opraštanja. Na nju su dodatno uticala samoubistva njenih prijatelja Orasia Kiroge i Leopolda Lugonesa. 
Alfonsina je sa četrdeset šest godina okončala sebi život tako što se 25. oktobra 1938. godine utopila u moru na plaži La Perla u Mar del Plati. Jedno vreme se mislilo da ju je na ovo navela društvena osuda povodom „afere” sa predvodnikom „Anakonde”, međutim, analizom dela, koja je napisala u poslednjim danima svog života, stručnjaci su uvideli da to nije slučaj i da je pesnikinju neizlečiva bolest navela na ovakav čin. U amanet je ostavila pesmu Voy a dormir i opraštajno pismo svom sinu Alehandru.

## Stil
Alfonsinino pesničko delo najbolje prikazuje njen život, obeležen svakodnevnom borbom. Međutim, prošla je kroz dug proces učenja i obrazovanja kako bi istinski spojila glas moderne žene kakva je bila, sa unutrašnjim osećajem, koje su zahtevale njene pesme. Alfonsinina putovanja sa družinom španskog glumca Hosea Taljavija 1907. godine će postati temelj njenih tema : bunt, želja za slobodom, želja za bezbrižnim životom lišenog normi, koje su za nju bile izazov. Ovakve teme su prisutne u delu La loba. 
Njene prve četiri zbirke pesama La inquietud del rosal, El dulce daño, Irremediablemente, Languidez, objavljene između 1916. i 1920. godine, napisane su romantičarsko-modernističkim stilom, koji je bio pod uticajem Ruben Daria i drugih modernističkih autora kao što je Amado Nervo. Česti motivi kojima se koristila su bili labudovi, zlato, biseri, mesec. Većina njenih pesama iz ovog perioda bile su ljubavnog karaktera. Koristeći se svojim iskustvom, Alfonsina je približi iskustvo i život žene u hispanoameričkom društvu.
U tim godinama nije bilo uobičajeno da žene pišu, ali, ako jesu, morale su da se prilagode tradicionalnim normama bez izuzetka. Iako je Alfonsina u svojoj prvoj fazi pisala uokviru ovih normi, njene prve zbirke pesama su iznedrene, pre svega, iz ljudskih tema, odnosno proživljenih iskustava. To su iskrene i autobiografske pesme (u pesmi La loba ona direktno aludira na svoje nedozvoljstvo majčinstvom). Ovakav pristup dovodi do stvaranja pesama intimnog i tradicionalnog tona u kojima se ističu i transgresivne teme. Transgresivne teme kojima se Alfonsina bavila bile su teme ženske žudnje, koja je zadobila najoštrije komentare tradicionalnih kritičara, teme duplih standarda kojima je podvrgnuta nevinost žene (Tú me quieres blanca), teme erotske ravnopravnosti polova i njihovo pravo na nezavisnost (Hombre pequeñito). Jedna od glavnih tema je bila i podređeni položaj žena i pokorno ćutanje, koje su nasledile žene (Bien pudiera ser). Pored svega toga bila je  prisutna i tema smrti („Oh muerte, yo te amo, pero te adoro vida...“, kaže u delu Melancolía).
Iako se koristila tradicionalnim normama, ona je uspela da deformiše njihov ideološki sadržaj kako bi ga prilagodila svojim uverenjima i „novom” modelu žene koja se, s jedne strane, potčinjavala muškarcu i čekala ga sa radošću, ali je s druge strane vodila bitke, bila je sama sebi dovoljna i prihvatala poraze i stojala spremno pred peripetijama. Kontradikcije su bile česte u ovoj fazi što se povezuje sa njenim privatnim životom; njene ljubavne veze su skoro uvek bile neuspešne. Žudela je za osećajem prihvaćenosti i nežnošću. Zato se javljaju i kontradiktorni stavovi prema suprotnom polu, koji vidi kao voljenog neprijatelja. U svojim delima često je koristila podsmeh, sarkazam i ironiju kako bi na dovitljiv način doprela do publike, a u isto vreme na ne tako očigledan način osudila društvo i društvene norme tog vrmena. To je učinila u pesmi ¿Qué diría?. 
Promena u njenom poetskom stilu se javlja sa njenim delom u Ocre, objavljenom 1925. godine — kada je imala trideset tri godine — gde se okreće introspekciji. Ubrzo nakon toga, kreće da u svojim delima razrađuje i seksualne teme. U ovim godinama svog rada, Alfonsina postaje svesna sebe. Shvata da uzrok njenog bola nije muškarac kao takav, već ona sama i da joj on može pružiti samo prolaznu ljubav. Kako je ovo godinama bilo tema njenih dela i stvar koja ju je konstantno okupirala, ona konačno postaje ravnodušna i to kada krene da cveta u raznim poljima svog života. Imala je odličan odnos sa svojim sinom, postala je član književnih grupa i saradnik najprestižnijih časopisa i novina, čitaoci su je prepoznavali na ulicama, pojavljivala se u izveštajima i intervjuima na čitavoj strani, zarađivala je za život kao učiteljica, imala je dobre prijatelje i zaslužila je mesto kao neosporan član u kulturnom okruženju Buenos Ajresa.
Stvari su počele da se menjaju krajem te decenije. Njena prva drama, El amo del mundo, premijerno izvedena 1927. godine, bila je oštro kritikovana, između ostalog, zbog loše interpretacije feminističkih ideja izraženih u njoj. Posle tri dana izvođenja su obustavljena i novinari su je zbog iste napali. Povređena i ogorčena je pokušala u nekoliko navrata da se brani od ovakvih izjava na njen račun. Nakon nekoliko godina, Alfonsina je dobila i kritike i od Horhea Luisa Borhesa, koji je bio predvodnik ultraizma. Martinfieristi su takođe osporivali njen rad i nezadovoljstvo iskazivali u svojoj čuvenoj rubrici „Satirični Parnas”. Alfonsina se sa svim ovim kritikama nije najbolje nosila.
Narednu zbirku je objavila tek 1934. godine, a u poslednjoj fazi svog rada, okrenula se savremenijim autorima. Godine 1930. i 1932. putovala je po Evropi i upoznala se sa radom Generacije '27, što je uticalo na njen dalji rad. Mundo de siete pozos je bilo njeno sledeće revolucionarno delo. Sa ovim delom ona raskida vezu sa sa tradicionalnim sredstvima i konceptom sveta. Nov svet je zahtevao od nje objektivniji pristup. Javljaju se novi simboli kao što su bunar, kovitlac, provalija, koji označavaju prazninu i pustoš. Alfonsina je usvojila vizuelniji način predstavljanja emocija; igre slika unutar nesigurnog i nestabilnog sveta, gde bunari – oči, uši, usta, nozdrve – kroz koje dopire do percepcije sveta našeg mozga opterećeni su nasiljem i tenzijom; metafizička teskoba postaje okosnica pesama („Svet je kiseo, / nedozreo, / stao“). U ovoj zbirci pesama ponavljaju se i motivi mora i grada : avenije, javnog prevoza, jasne aluzije na modernost.  U ovoj fazi, pesnikinja se koristi hermetičnim metaforama iz kojih primarni predmet potpuno iščezava. 
Četiri godine kasnije, mesec dana pre smrti, objavila je Mascarilla i trebol, gde avangardna avantura kulminira u mračnom svetlu. U ovom jednom od poslenjih dela stvarnost se prikazuje okružena mračnim, ponekad grotesknim slikama i  javlja se barokni hermetizam. Njeno stvaralaštvo je direktno u vezi sa biografskim trenutkom koji je proživljavala njena autorka. Godine 1935. joj je dijagnostikovan rak dojke i morala je na operaciju u kojoj je izgubila desnu dojku.

## Kritički pogled na rad i delo
Naučnici i kritičari istraživali su Alfonsinin doprinos feminističkoj književnosti, poetskim inovacijama i kulturnoj kritici u Latinskoj Americi početkom 20. veka. I pored toga, ona je za života nailazila na niz kritika na račun svog rada koji je kršio norme tadašnjeg društva.
Mariela E. Menendes u svom tekstu govori o provokativnom novinarstvu Alfonsine Storni, istražujući njenu upotrebu eseja i drugih žanrova radi osporavanja patrijarhalnih i društvenih normi. Prema Marieli, ona je preoblikovala tradicionalne granice između privatnog i javnog, koristeći novinarstvo za kritiku ženskih stereotipa i društvenih ograničenja. Mariela ističe značaj njenog doprinosa feminističkom pokretu, kako u kontekstu njihovog vremena, tako i transnacionalno, povezujući iskustva žena širom Amerike.
Nakon Prvog svetskog rata javlja se ultraizam — pokret koji je bio u suprotnosti sa Alfonsininim vrednovanjima. Ona je tada dobila kritiku i od Horhea Luisa Borhesa koji je bio predvodnik ultraizma. Ultraizam (šp. ultraísmo) je bio pokret u španskoj i hispanoameričkoj poeziji posle Prvog svetskog rata, kojeg karakteriše tendencija korišćenja slobodnog stiha, komplikovanih metričkih novina i smele slike i simbolike umesto tradicionalne forme i sadržaja. Ultraizam, koji se zalagao za metaforički jezik gde je slika apsolutni protagonista, nije mogao imati afiniteta sa Alfonsininim stilom. Zato je Horhe Luis Borhes kritikovao njen rad iz tog perioda. Martinfieristi su je često nazivali otrcanom i rugali joj se u svojoj čuvenoj rubrici "Satirični Parnas"(Parnaso sátirico).

## Dela
- La inquietud del rosal, 1916.
- El dulce daño, 1918.
- Irremediablemente, 1919.
- Languidez, 1920.
- El dulce daño, 1920.
- Ocre, 1925.
- Poemas de amor, 1926.
- El amo del mundo: comedia en tres actos, 1927.
- Dos farsas pirotécnicas, 1932.
- Mundo de siete pozos, 1934.
- Mascarilla y trébol, 1938.
- Antología poética, Buenos Aires, Espasa Calpe Argentina, 1938.
- Cinco cartas y una golondrina, Buenos Aires, Instituto Amigos del Libro Argentino, 1959.
- Antología poética, selección de Alfredo Veirave, Buenos Aires, Centro Editor de América Latina, 1968.
- Poesías completas, 1968.
- Poesías, selección de poesías de Alejandro Alfonso Storni, Buenos Aires, Sociedad Editora Latinoamericana, 1990.
- Antología mayor, selección y edición Jesús Munárriz, Madrid, Hiperión, 1997.
- Nosotras y la piel: selección de ensayos, 1998.
- La caricia perdida, colección dirigida por Ana María Moix, selección Esther Tusquets, Barcelona, Plaza & Janés, 1999.
- Antología poética, selección y edición Cristina Bast Gras; prólogo y presentación, Francesc Ll. Cardona, Barcelona, Edicomunicación, 1999.